# Composizioni di Giovanni Pacini

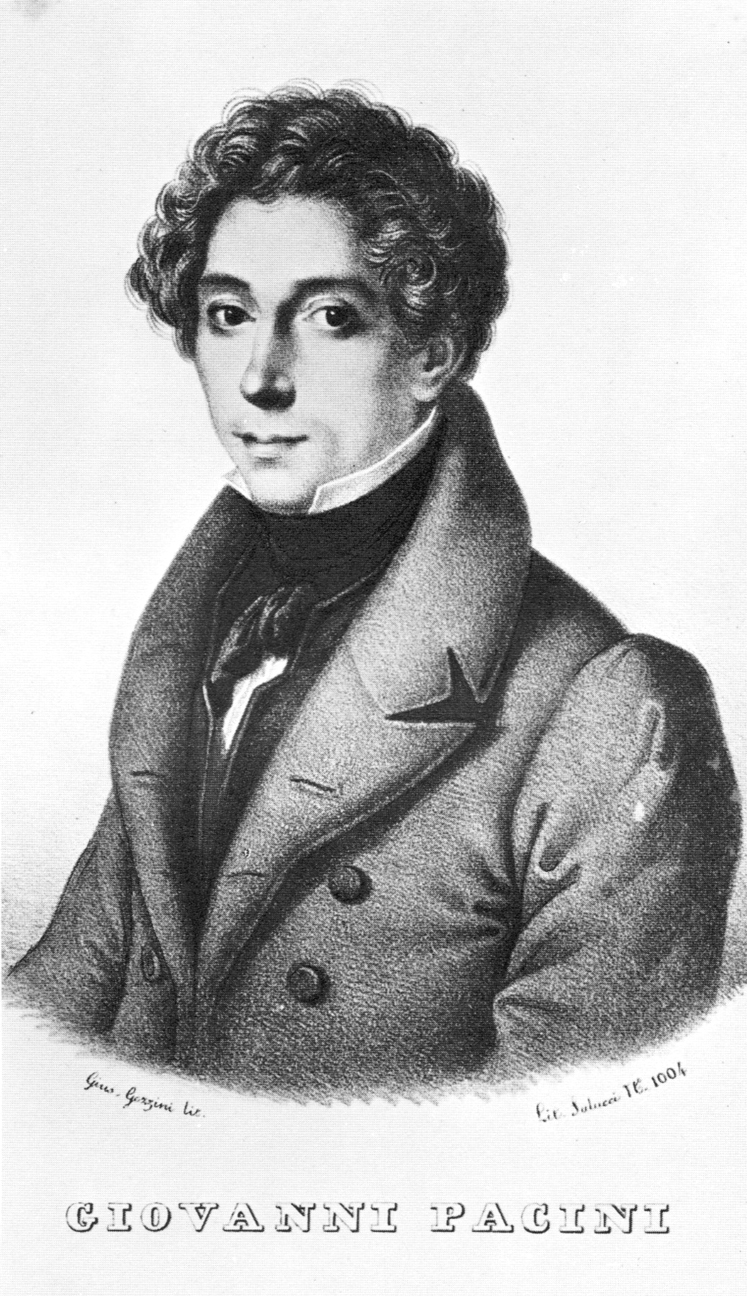
Pacini nel 1835.

Lista delle composizioni di Giovanni Pacini (1796-1867), tutte di vari generi operistici.

## Elenco
| Titolo | Genere             | Divisioni             | Libretto                                                             | Première | Città, teatro                       |
| --- | ------------------ | --------------------- | -------------------------------------------------------------------- | --- | ----------------------------------- |
| Don Pomponio | opera buffa        |                       |                                                                      | composta nel 1813, non rappresentata                                                                            |                                     |
| Annetta e Lucindo | farsa              | 1 atto                | Francesco Marconi                                                    | 17 ottobre 1813                                                                                                 | Milano, Teatro S. Radegonda         |
| La ballerina raggiratrice                                                                                            | opera buffa        |                       | Giuseppe Palomba                                                     | primavera 1814                                                                                                  | Firenze, Teatro alla Pergola        |
| L'ambizione delusa                                                                                                   | opera buffa        | 2 atti                | Giuseppe Palomba                                                     | Pasqua 1814 | Firenze, Teatro alla Pergola        |
| L'escavazione del tesoro                                                                                             | farsa              | 1 atto                | Francesco Marconi                                                    | 18 dicembre 1814                                                                                                | Pisa                                |
| Gli sponsali de' silfi                                                                                               | commedia           | 2 atti                | Francesco Marconi                                                    | 1814–15 | Milano, Teatro de' Filodrammatici   |
| Bettina vedova (Il seguito di Ser Marcantonio)                                                                       | dramma giocoso     | 2 atti                | Angelo Anelli                                                        | primavera 1815                                                                                                  | Venezia, Teatro San Moisè           |
| La Rosina | farsa              | 1 atto                | Giuseppe Palomba                                                     | estate 1815 | Firenze, Teatro alla Pergola        |
| L'ingenua | farsa              | 1 atto                | Francesco Marconi                                                    | 4 maggio 1816                                                                                                   | Venezia, Teatro San Benedetto       |
| Il matrimonio per procura                                                                                            | dramma giocoso     | 1 atto                | Giordano Scannamusa e Angelo Anelli                                  | 2 gennaio 1817                                                                                                  | Milano, Teatro Re                   |
| Dalla beffa il disinganno, ossia La poetessa (revisione: Il carnevale di Milano)                                     | farsa              | 1 atto                | Gasparo Scopabirbe e Angelo Anelli                                   | 1816–1817, revisione: 23 febbraio 1817                                                                          | Milano, Teatro Re                   |
| Piglia il mondo come viene                                                                                           | dramma giocoso     | 2 atti                | Angelo Anelli                                                        | 28 maggio 1817                                                                                                  | Milano, Teatro Re                   |
| Adelaide e Comingio (altri titoli: Isabella e Florange, Il comingio, Comingio pittore)                               | opera semiseria    | 2 atti                | Gaetano Rossi                                                        | 30 dicembre 1817                                                                                                | Milano, Teatro Re                   |
| Atala | opera seria        | 3 atti                | Antonio Peracchi, da Chateaubriand                                   | giugno 1818 | Padova, Teatro Nuovo                |
| Gl'illinesi | opera seria        |                       | Felice Romani                                                        | composta nel 1818, non rappresentata                                                                            |                                     |
| Il barone di Dolsheim (altri titoli: Federico II re di Prussia, Il barone di Felcheim, La colpa emendata dal valore) | opera semiseria    | 2 atti                | Felice Romani, da Pigault Le Brun                                    | 23 settembre 1818                                                                                               | Milano, Teatro alla Scala           |
| La sposa fedele | opera semiseria    | 2 atti                | Gaetano Rossi                                                        | 14 gennaio 1819                                                                                                 | Venezia, Teatro S. Benedetto        |
| Il falegname di Livonia                                                                                              | dramma giocoso     | 2 atti                | Felice Romani                                                        | 12 aprile 1819 con Francesca Maffei Festa                                                                       | Milano, Teatro alla Scala           |
| Vallace, o L'eroe scozzese (altro titolo: Odoardo I re d'Inghilterra)                                                | opera seria        | 2 atti                | Felice Romani                                                        | 14 febbraio 1820                                                                                                | Milano, Teatro alla Scala           |
| La sacerdotessa d'Irminsul                                                                                           | eroico             | 2 atti                | Felice Romani                                                        | 11 maggio 1820                                                                                                  | Trieste, Teatro Grande              |
| La schiava in Bagdad, ossia Il papucciajo                                                                            | dramma giocoso     | 2 atti                | Vincenzo Pezzi                                                       | 28 ottobre 1820                                                                                                 | Torino, Teatro Carignano            |
| La gioventù di Enrico V (altro titolo: La bella tavernara, ossia Le avventure d'una notte)                           | dramma giocoso     | 2 atti                | Filippo Tarducci                                                     | 26 dicembre 1820                                                                                                | Roma, Teatro Valle                  |
| Cesare in Egitto | eroico             | 2 atti                | Jacopo Ferretti                                                      | 26 dicembre 1821                                                                                                | Roma, Teatro Argentina              |
| La vestale | opera seria        | 2 atti                | Luigi Romanelli                                                      | 6 febbraio 1823                                                                                                 | Milano, Teatro alla Scala           |
| Temistocle | opera seria        | 2 atti                | Pietro Anguillesi, da Metastasio                                     | 23 agosto 1823                                                                                                  | Lucca, Teatro Giglio                |
| Isabella ed Enrico                                                                                                   | opera semiseria    | 2 atti                | Luigi Romanelli                                                      | 12 giugno 1824                                                                                                  | Milano, Teatro alla Scala           |
| Alessandro nell'Indie                                                                                                | opera seria        | 2 atti                | Giovanni Schmidt, da Metastasio                                      | 29 settembre 1824                                                                                               | Napoli, Teatro San Carlo            |
| Amazilia | opera seria        | 1 atto                | Giovanni Schmidt                                                     | 6 luglio 1825 con Giovanni David e Luigi Lablache                                                               | Napoli, Teatro San Carlo            |
| L'ultimo giorno di Pompei                                                                                            | opera seria        | 2 atti                | Andrea Leone Tottola                                                 | 19 novembre 1825                                                                                                | Napoli, Teatro San Carlo            |
| La gelosia corretta                                                                                                  | opera semiseria    | 3 atti                | Luigi Romanelli                                                      | 27 marzo 1826                                                                                                   | Milano, Teatro alla Scala           |
| Niobe | opera seria        | 2 atti                | Andrea Leone Tottola                                                 | 19 novembre 1826 con Giuditta Pasta, Carolina Ungher, Giovanni Battista Rubini e Luigi Lablache                 | Napoli, Teatro San Carlo            |
| Gli arabi nelle Gallie, ossia Il trionfo della fede (revisione: 1855, L'ultimo dei clodovei)                         | opera seria        | 2 atti                | Luigi Romanelli                                                      | 8 marzo 1827 | Milano, Teatro alla Scala           |
| Margherita regina d'Inghilterra (altro titolo: Margherita d'Anjou)                                                   | opera seria        | 2 atti                | Andrea Leone Tottola                                                 | 19 novembre 1827 con Adelaide Tosi, Luigi Lablache e Michele Benedetti (basso)                                  | Napoli, Teatro San Carlo            |
| I cavalieri di Valenza                                                                                               | tragico            | 2 atti                | Gaetano Rossi                                                        | 11 giugno 1828                                                                                                  | Milano, Teatro alla Scala           |
| I crociati a Tolemaide, ossia la morte di Malek-Adel (altro titolo: La morte di Malek-Adel)                          | opera seria        | 2 atti                | Calisto Bassi                                                        | 13 novembre 1828                                                                                                | Trieste, Teatro Grande              |
| Il talismano, ovvero La terza crociata in Palestina                                                                  | opera storica      | 3 atti                | Gaetano Barbieri, da Walter Scott                                    | 10 giugno 1829                                                                                                  | Milano, Teatro alla Scala           |
| I fidanzati, ossia Il contestabile di Chester                                                                        | romantico          | 3 atti                | Domenico Gilardoni, da Walter Scott                                  | 19 novembre 1829 con la Tosi e Lablache                                                                         | Napoli, Teatro San Carlo            |
| Giovanna d'Arco | opera seria        | Introduzione e 4 atti | Gaetano Barbieri, da Friedrich Schiller                              | 14 marzo 1830                                                                                                   | Milano, Teatro alla Scala           |
| Il corsaro | romantico          | 2 atti                | Jacopo Ferretti, da Byron                                            | 15 gennaio 1831                                                                                                 | Roma, Teatro Apollo                 |
| Il rinnegato portoghese (altro titolo: Gusmano d'AlMayda)                                                            | opera seria        |                       | Luigi Romanelli                                                      | composta nel 1831, non rappresentata                                                                            |                                     |
| Ivanhoe | opera seria        | 2 atti                | Gaetano Rossi, da Walter Scott                                       | 19 marzo 1832                                                                                                   | Venezia, Teatro La Fenice           |
| Il convitato di pietra                                                                                               | farsa              | 2 atti                | Gaetano Barbieri                                                     | 1832 | Viareggio, Casa Belluomini          |
| Gli elvezi, ovvero Corrado di Tochemburgo                                                                            | opera seria        | 2 atti                | Gaetano Rossi                                                        | 12 gennaio 1833 con Giuseppina Ronzi de Begnis e Luigi Lablache                                                 | Napoli, Teatro San Carlo            |
| Fernando duca di Valenza                                                                                             | opera seria        | 1 atto                | Paolo Pola                                                           | 30 maggio 1833 con la Ronzi de Begnis e Lablache                                                                | Napoli, Teatro San Carlo            |
| Irene, o L'assedio di Messina                                                                                        | opera seria        | 3 atti                | Gaetano Rossi                                                        | 30 novembre 1833 con Maria Malibran, Giovanni David, Domenico Reina, Luigi Lablache e Michele Benedetti (basso) | Napoli, Teatro San Carlo            |
| Carlo di Borgogna | romantico          | 3 atti                | Gaetano Rossi                                                        | 21 febbraio 1835                                                                                                | Venezia, Teatro La Fenice           |
| La foresta d'Hermanstadt                                                                                             | opera buffa        |                       | Uncertain                                                            | 1839 | Viareggio, rappresentazione privata |
| Furio Camillo | tragico            | 3 atti                | Jacopo Ferretti                                                      | 26 dicembre 1839                                                                                                | Roma, Teatro Apollo                 |
| Saffo (Pacini) | tragedia lirica    | 3 atti                | Salvadore Cammarano                                                  | 29 novembre 1840                                                                                                | Napoli, Teatro San Carlo            |
| L'uomo del mistero                                                                                                   | opera semiseria    | 2 atti                | Domenico Andreotti, da Walter Scott                                  | 9 novembre 1841                                                                                                 | Teatro Nuovo (Napoli)               |
| Il duca d'Alba (altro titolo: Adolfo di Werbel)                                                                      | tragedia lirica    | 2 atti                | Giovanni Peruzzini e Francesco Maria Piave                           | 26 febbraio 1842                                                                                                | Venezia, Teatro La Fenice           |
| La fidanzata corsa                                                                                                   | tragico            | 3 atti                | Salvadore Cammarano, da Prosper Mérimée                              | 10 dicembre 1842                                                                                                | Napoli, Teatro San Carlo            |
| Maria regina d'Inghilterra                                                                                           | tragedia lirica    | 3 atti                | Leopoldo Tarantini, da Victor Hugo                                   | 11 febbraio 1843                                                                                                | Palermo, Teatro Carolino            |
| Medea (revisione per Vicenza nel 1845)                                                                               | melodramma tragico | 3 atti                | Benedetto Castiglia                                                  | 28 novembre 1843                                                                                                | Palermo, Teatro Carolino            |
| Luisetta, ossia La cantatrice del molo di Napoli                                                                     | commedia           | 2 atti                | Leopoldo Tarantini                                                   | 13 dicembre 1843                                                                                                | Napoli, Teatro Nuovo                |
| L'ebrea | opera seria        | 3 atti                | Giacomo Sacchero                                                     | 27 febbraio 1844                                                                                                | Milano, Teatro alla Scala           |
| Lorenzino de' Medici (revisione: Rolandino di Torresmondo)                                                           | tragedia lirica    | 2 atti                | Francesco Maria Piave, da Alexandre Dumas (padre)                    | 4 marzo 1845 | Venezia, Teatro La Fenice           |
| Bondelmonte (later known as Buondelmonte)                                                                            | tragedia lirica    | 3 atti                | Salvadore Cammarano, da Voltaire                                     | 18 giugno 1845                                                                                                  | Firenze, Teatro alla Pergola        |
| Stella di Napoli | dramma lirico      | 3 atti                | Salvadore Cammarano                                                  | 11 dicembre 1845 con Eugenia Tadolini e Gaetano Fraschini                                                       | Napoli, Teatro San Carlo            |
| La regina di Cipro                                                                                                   | dramma lirico      | 4 atti                | Francesco Guidi                                                      | 7 febbraio 1846 con Erminia Frezzolini                                                                          | Teatro Regio di Torino              |
| Merope | tragedia lirica    | 3 atti                | Salvadore Cammarano, da Vittorio Alfieri                             | 25 novembre 1847 con Gaetano Fraschini                                                                          | Napoli, Teatro San Carlo            |
| Ester d'Engaddi | opera seria        | 3 atti                | Francesco Guidi, da Silvio Pellico                                   | 1º febbraio 1848 con Prosper Dérivis                                                                            | Torino, Teatro Regio                |
| Allan Cameron | opera seria        | 4 atti                | Francesco Maria Piave                                                | 18 marzo 1848                                                                                                   | Venezia, Teatro La Fenice           |
| L'orfana svizzera | opera semiseria    |                       |                                                                      | 1848 | Napoli, Teatro del Fondo            |
| Zaffira, o La riconciliazione                                                                                        | opera semiseria    | 3 atti                | Achille De Lauzières                                                 | 15 novembre 1851                                                                                                | Napoli, Teatro Nuovo                |
| Malvina di Scozia | tragedia lirica    | 3 atti                | Salvadore Cammarano, da Inès de Castro di Antoine Houdar de la Motte | 27 dicembre 1851 con Adelaide Borghi-Mamo ed Achille De Bassini                                                 | Napoli, Teatro San Carlo            |
| L'assedio di Leida (Elnava)                                                                                          | opera seria        |                       |                                                                      | composta forse nel 1852, non rappresentata                                                                      |                                     |
| Rodrigo di Valenza                                                                                                   | opera seria        |                       |                                                                      | composta per il carnevale 1852-1853, non rappresentata                                                          |                                     |
| Il Cid | opera seria        | 3 atti                | Achille De Lauzières                                                 | 12 marzo 1853                                                                                                   | Milano, Teatro alla Scala           |
| Lidia di Brabante | opera seria        | 3 atti                | Cesare Perini, da Niccolò de' Lapi di Massimo d'Azeglio              | 1853 | Palermo, Teatro Carolino            |
| Romilda di Provenza                                                                                                  | opera seria        | 3 atti                | Gaetano Micci                                                        | 8 dicembre 1853 con Adelaide Borghi-Mamo e Gaetano Fraschini                                                    | Napoli, Teatro San Carlo            |
| La donna delle isole                                                                                                 | opera seria        | 3 atti                | Francesco Maria Piave                                                | prevista per il carnevale 1853-1854, non rappresentata                                                          |                                     |
| La punizione | opera seria        |                       |                                                                      | 8 marzo 1854 | Venezia, Teatro La Fenice           |
| Margherita Pusterla                                                                                                  | opera seria        | 2 atti                | Domenico Bolognese, da Cesare Cantù                                  | 25 febbraio 1856 con Raffaele Mirate                                                                            | Napoli, Teatro San Carlo            |
| I portoghesi nel Brasile                                                                                             | opera seria        |                       |                                                                      | composta nel 1856, forse non rappresentata                                                                      | per Rio de Janeiro, Teatro Italiano |
| Il saltimbanco | dramma lirico      | 3 atti                | Giuseppe Checchetelli                                                | 24 maggio 1858                                                                                                  | Roma, Teatro Argentina              |
| Lidia di Bruxelles                                                                                                   | opera seria        | 3 atti                | Giuseppe Cencetti                                                    | 21 ottobre 1858 con Antonietta Fricci                                                                           | Teatro Comunale di Bologna          |
| Gianni di Nisida | opera seria        | 4 atti                | Giuseppe Checchetelli                                                | 29 ottobre 1860                                                                                                 | Roma, Teatro Argentina              |
| Il mulattiere di Toledo                                                                                              | commedia lirico    | 5 atti                | Giuseppe Cencetti                                                    | 25 maggio 1861                                                                                                  | Roma, Teatro Apollo                 |
| Belfagor | opera semiseria    | Prologo e 4 atti      | Antonio Lanari                                                       | 1º dicembre 1861                                                                                                | Firenze, Teatro alla Pergola        |
| Carmelita | opera seria        | 3 atti                |                                                                      | composta nel 1863, non rappresentata                                                                            |                                     |
| Don Diego di Mendoza                                                                                                 | opera fantastica   | 3 atti                | Francesco Maria Piave, da Alexandre Dumas, père                      | 12 gennaio 1867                                                                                                 | Venezia, Teatro La Fenice           |
| Berta di Varnol | opera seria        | 3 atti                | Francesco Maria Piave                                                | 6 aprile 1867 diretta da Nicola De Giosa con Luigia Bendazzi con successo                                       | Napoli, Teatro San Carlo            |
| Niccolò de' Lapi | melodramma tragico | 3 atti                | Cesare Perini, da Niccolò de' Lapi di Massimo D'Azeglio              | 29 ottobre 1873                                                                                                 | Firenze, Teatro Pagliano            |

## Attribuzioni dubbie
- La chiarina (carnevale 1815–1816 San Moisè, Venezia) [probabile confusione con un lavoro di Giuseppe Farinelli]
- I virtuosi di teatro (1817, rappresentazione privata, Venezia) [forse di Simon Mayr]
- La bottega di caffè (1817, rappresentazione privata, Venezia) [forse di Francesco Gardi]